# تریکاریکو
تریکاریکو (به ایتالیایی: Tricarico) یک کومونه در ایتالیا است که در استان ماترا واقع شده‌است. تریکاریکو ۱۷۶٫۹۱ کیلومتر مربع مساحت و ۵٬۹۲۰ نفر جمعیت دارد و ۶۹۸ متر بالاتر از سطح دریا واقع شده‌است.

## خواهرخوانده
شهرهای Bickenbach، نوسکو، Scanzano Jonico، ساموگئو و مونته‌سالیوزو خواهرخوانده‌های تریکاریکو هستند.